# イースシリーズ
イースシリーズ（Ys series）は、日本ファルコムがてがける日本製アクションロールプレイングゲーム（ARPG）のシリーズ。1987年の第1作『イース』より、30年以上に渡って続くファルコムの看板作品となっている。シリーズの累計売上は2017年時点で480万本に達している。元ネタは「天空の城ラピュタ」
本稿ではシリーズ全体について取り扱う。各作品の詳細についてはそれぞれの項を参照の事。

## 概要
冒険家アドル・クリスティンを主人公としたARPGシリーズ。ファルコムを代表するコンピューターゲームシリーズでもある。現代を舞台とした同社の関連作のAVG『アステカ』『アステカII 太陽の神殿』の陸地のずっと未来、1987年の第1作『イース』から始まり、2019年9月現在までに9つの本編と、1以前に当たる物語でアドルが主人公でない番外編となる『イース・オリジン』（以下『O』）の計10本のシナリオがゲーム化されている。またライセンス提供によって本作の世界観を利用した派生作品も他社から発売されている。
『I』・『II』・『III』はPC-8801およびPC-9801・ファミリーコンピュータ（FC）・PCエンジン（PCE）CD-ROM２、『IV』はスーパーファミコン（SFC）とPCエンジン（PCE）SUPER CD-ROM2、『V』は SFC、『VI』・『O』は Microsoft Windows（Win）をオリジナルプラットフォームとしており、『VII』はPlayStation Portable（PSP）での発売。また、1998年の『イースエターナル』（以下『IE』）を皮切りに、ファルコムの手によってリメイク版が開発されている。
原則としてオリジナルとパソコンへの移植はファルコムが開発・販売を手掛けているが、『IV』だけは、ファルコムが作成した原案を基にスーパーファミコン（SFC）版をトンキンハウスが、PCエンジン（PCE）SUPER CD-ROM2版をハドソンが、それぞれ独自に開発・販売しており、オリジナルが他社製でしかも2種あるという特殊な状態となっている。
ゲームにおけるメディアミックスも初期から展開され、OVA化、小説化、漫画化、オンラインゲーム化などもなされている。

## 開発の歴史

### シリーズ開発開始
〈ドラスレシリーズ〉のゲームデザイナーである木屋善夫の下で厳しいスケジュールと要求に参っていた（1987年2月25日から3月4日まで、南国ハワイにて日本ファルコム主催のシンポジウムが開かれていた）グラフィッカーの山根ともおが、ディレクション・ゲームデザイン・メインプログラム担当の橋本昌哉とシナリオ担当の宮崎友好の2人に合流して『イース』の開発が始まる。
当初の企画内容は『I』と『II』の両方を含むものであったがディスクが予定枚数に収まらないことと、スケジュール的に間に合わないことから、急遽最終面としてダームの塔を付け加えて発売されることとなり、それゆえに最終面のダームの塔はレベルアップの要素が全くなく、単なるアクションゲームとして出来上がっている。
なお『I』が作られた当時、日本ファルコムでは『ザナドゥ』がメイン商品であり、この制作者である木屋がスタープログラマー・ゲームデザイナーであって、橋本と宮崎は決してメインとは言える状況にはなかったが、ドラゴンスレイヤーシリーズは難易度が高くクリアできないプレーヤーが多かった為「クリアする喜びを味わってほしい」のコンセプトの元、「後の伝説はともかく『I』が売れなければ『II』は作られなかっただろう。」との旨を当時のスタッフが語っている。しかし当時の夏休み商戦に向けて発売されたことが当たり、完成度の高さと絶対的な信頼と人気を誇っていたファルコムのブランドから発売されたことがあいまって大ヒットし、後編部分にあたる『II』の制作が決定する。

### スタッフと経営陣の亀裂
だが『II』の開発終了直前には、主要スタッフとファルコムの亀裂はきわめて大きくなっており、『II』のマップデザインやキャラクタデザイン、さらにマニュアルイラストレーションなどを担当していた都築和彦の離脱を皮切りとして、音楽担当の古代祐三とその妹でキャラクター・モンスターデザイン担当の古代彩乃などスタッフは次々とファルコムを離脱していくこととなる。
『II』を完成した橋本・宮崎は『イース』ではないつもりで『III』を企画するがシリーズの続投を決めたファルコムは『イースIII』へと内容の変更を要求する。これが一因となってか橋本・宮崎に加え倉田佳彦の3人が『III』完成直後にファルコムを離脱。さらにグラフィックスの中心であった山根は『スタートレーダー』完成直後にファルコムを離脱し、以降のファルコムに残るオリジナルスタッフは大浦孝浩と桶谷正剛、音楽担当の石川三恵子（現・ファルコム取締役）のみとなった。
この山根・橋本・宮崎の3人が離脱する前後に開発が決定したのがPCエンジン版の『I・II』である。山根はPCエンジン版の開発を当時の『マル勝PCエンジン』のライター（小峰徳司）から聞きこんで『I・II』の開発に加わり、世界設定の説明・助言やグラフィックの作成、タイトル・オープニング・インターミッション・エンディングの絵コンテを行っているが、ファルコムとの関わりからスタッフロールにはペンネームの天城秀行の名前で記載されている。

### ハドソンからの続編要望
PCE版『イースI・II』・『イースIII』を開発・販売したハドソンが『I・II』の続編開発をファルコムに求めた事から『IV』の開発が始まる。しかし、当時のファルコムは『風の伝説ザナドゥ』の開発が始まり『イース』を開発する余裕がなかったため、ファルコムは原案シナリオと音楽（FM音源版）だけを制作し、そのシナリオを元にハドソンがPCエンジンSUPER CD ROM2版をリリースすることとなる。
その後、『トンキンハウス』がスーパーファミコン版、ファルコムとセガの合弁会社である『セガ・ファルコム』がメガCD版をそれぞれ開発する体制が取られる。このためファルコム自身が開発した『IV』はなく、オリジナル作品はPCエンジン向けのハドソン製『イースIV The Dawn of Ys』と、スーパーファミコン用のトンキンハウス製『イースIV MASK OF THE SUN』の2作品となった。

### ファルコム自社開発へ
『V』でファルコムの開発に戻り、自社参入したスーパーファミコンで発売するが不振に終わる。
『英雄伝説III 白き魔女』から始まった自社作品のMicrosoft Windows向けリメイク路線の中、『I』・『II』のリメイク『イースエターナル（IE）』・『イースIIエターナル（IIE）』が大成功を収める。
リメイクのエターナルシリーズ完成後、ファルコム上層部はIIIのリメイクである『イースIIIエターナル』の製作に取り掛かるよう命じたが、開発幹部であった近藤季洋（現ファルコム代表取締役社長）はこれを拒否し、かねてより作りたかった新作『イースVI』の製作に取り掛かる。これは当時のファルコムがリメイクや移植ばかり出していたことにより、ファンからの評判が低下していたこともあり、まだファルコム開発は新作を作れるという現場全体の意思表示でもあった。そうして完成した『VI』は過去シリーズの総括のため、過去の設定の再定義を含める形で世界設定にも大きく手が加えられており、以降の作品では『VI』での設定をベースとしている。
また、3Dの採用等とシステムも全面的に変更されており、続く『イース -フェルガナの誓い-』（以下『F』）と『O』は『VI』のシステムをベースとしている（『F』は前記のイースIIIエターナルが形を変えて完成した物である）。

### 近年の動向
『III』のリメイクである『F』・イース王国の過去を描きアドルが登場しない番外編『O』とナンバリングタイトルは発売されずにいたが、2009年に『VI』以来6年振りとなるナンバリングタイトル『Ys SEVEN』をPSP向けに発売。『VII』は同作を第1弾として、マルチプラットフォームで各プラットフォーム毎にオリジナルの作品をファルコム自らが発表する予定。また『SEVEN』に先立ち、『I完全版』『II完全版』をベースとしたリメイク作『イースI&IIクロニクルズ』をPSP向けに発売。同作は家庭用ゲーム機向けとしてはイースシリーズで初めてファルコム自らが移植を行なう作品となった。
2016年夏に『VII』以来7年振りとなるナンバリングタイトル『イースVIII -Lacrimosa of DANA-』をPS4、PS Vita向けに発売することが発表された。また、PS4版と同様の仕様でSteam版も発売が決定した。海外でのみの展開だったこれまでのイースシリーズと違い久々に日本語入りのPCプレイが可能となる。
2019年9月には、第9作『イースIX -Monstrum NOX-』がPlayStation 4向けに発売された。

## 開発年表
- 1987年6月21日 - 第1作『イース Ancient Ys Vanished Omen』がPC-8800シリーズ（PC-88）向けに発売される。
  - 1998年4月24日 - 『I』のリメイク『イースエターナル』がMicrosoft Windows（Win）向けに発売される。
- 1988年5月22日 - 第2作『イースII Ancient Ys Vanished The Final Chapter』がPC-88向けに発売される。
  - 2000年7月6日 - 『II』のリメイク『イースIIエターナル』がWin向けに発売される。
- 1989年7月21日 - 第3作『イースIII WANDERERS FROM Ys』（『イースIII -フェルガナ冒険記-』）がPC-88向けに発売される。
  - 2005年6月30日 - 『III』のリメイク『イース -フェルガナの誓い-（-フェルガナ冒険記-）』がWin向けに発売される。
- 1993年11月19日 - 第4作『イースIV MASK OF THE SUN（-セルセタの樹海-）』がトンキンハウスによりスーパーファミコン（SFC）向けに発売される。
  - 1993年12月22日 - 第4作『イースIV The Dawn of Ys（-セルセタの樹海-）』がハドソンによりPCエンジンSUPER CD-ROM2向けに発売される。
  - 2012年9月27日 - 『IV』のリメイク『イース セルセタの樹海』がPS Vita向けに発売される。
- 1995年12月29日 - 第5作『イースV -失われた砂の都ケフィン-（-砂の都ケフィン-）』がSFC向けに発売される。
- 2003年9月27日 - 第6作『イースVI -ナピシュテムの匣-（-翼の民を求めて-）』がWin向けに発売される。
- 2006年12月21日 - 古代王国イースの過去を描いた番外編『イース・オリジン（-イース王国700年前の事件-）』がWin向けに発売される。
- 2009年9月17日 - 第7作『Ys SEVEN（-アルタゴの五大竜-）』がPlayStation Portable向けに発売される[3]。
- 2016年7月21日 - 第8作『イースVIII -Lacrimosa of DANA-』がPlayStation Vita向けに発売される。またPS4版が2017年5月に発売される。Steam版は2017年9月に発売の予定だったが、2018年に延期されている。
- 2019年9月26日 - 第9作『イースIX -Monstrum NOX-』がPlayStation 4向けに発売される。
- 2023年9月28日 - 第10作『イースX -NORDICS-』がPlayStation 4、PlayStation 5、Nintendo Switch向けに発売される。

## 主要人物

### アドル・クリスティン
声 - 草尾毅（ドラマCD、OVA、『イースvs.空の軌跡』）、松本保典（サラウンドシアター）、森久保祥太郎（ファルコムクラシックス）、織田優成（PS2版『III』『IV』）、???（『VII』）、梶裕貴（『セルセタの樹海』以降） / 高山みなみ（OVA幼少期）
年齢：『I』『II』『X』（17歳）→『IV』（18歳）→『III』（19歳）→『V』（20歳）→『VIII』（21歳）→『VI』『VII』『イースvs.空の軌跡』（23歳）→『IX』（24歳）
本シリーズの主人公。作品によって年齢は異なり、少年時代にはあどけない顔つきを残しているが、23歳ころになるとかなり精悍な顔つきをしている。
一流の冒険者として名が知れ渡っており、通称「赤毛のアドル」。頻繁に船舶での漂流、遺跡や街の被害が多いことから、一部の国家の組織からは「テロリスト」などではないかと疑われており、指名手配を受けている。
冒険が終わったら、入手した装備やアイテムは処分してしまうのが流儀のようであり、なぜかレベルやステータス等も初期値まで戻っている。
公式サイトの伝記では、旅した年月は16才から63才に至るまでが確認され、以降は消息不明になったと伝えている。

### ドギ
声 - 玄田哲章（OVA、ドラマCD、『フェルガナの誓い』（PSP版以降））、『イースvs.空の軌跡』）、屋良有作（PCエンジン版『III』『IV』）、石井康嗣（ファルコムクラシックス）、楠見尚己（PS2版『I』）、山川敦也（PS2版『III』『IV』『V』）、菊地慧（PS2版『VI』）、馬場圭介（『VII』、みんな集まれ！ファルコム学園）、三宅健太（『VIII』『IX』『X』）、市橋尚史（『イース6 オンライン』）
年齢：『I』『II』『X』（23歳）→『III』（25歳）→『VIII』（26歳）→『VI』『VII』『イースvs.空の軌跡』（28歳）→『IX』（29歳）
アドルの相棒として、多くの作品において登場している。元盗賊であるが、アドルとの出会いを通じて、盗賊業からは足を洗っている。

## 世界設定
本シリーズは番外編を除き「『千数百年前にアドルが綴った冒険日誌』を翻訳・小説化したものというメタフィクション設定になっている。このためシリーズを通してアドルが主人公であり、同一の世界設定を共有している。しかし、上記の通りオリジナルスタッフが早くにファルコムを抜けたことやシリーズの長期化により、多くの矛盾点が現れることとなった。このため、『VI』では過去シリーズの総括を開発のコンセプトの一つとしており、以降の作品はこの設定に準じている。
この現行の設定では『IV』で登場した「有翼人の古代文明」というテーマをシリーズ全体の主軸としたうえで過去の作品を解釈し直し、徐々に生じてきた作品間の矛盾点を減らしている。

### 冒険日誌
シリーズ本編はそれぞれ、アドルの冒険日誌を原典として翻訳・小説化されたものとされている。この冒険日誌は冒険を重ね50歳を過ぎたアドルが生家に戻って自身の体験を振り返って執筆したものであり、百余冊に及ぶその原典は千数百年を経た現代においても生家の地下室に保存されている設定となっている。これらの架空の本にはゲームタイトルとは別に書名がつけられており、時代順に並べると
1. 失われし古代王国（17歳）
  1. 序章 - 『I』
  2. 最終章 - 『II』
2. 北人の失楽園 - 『X』（17歳）
3. セルセタの樹海 - 『IV』（18歳）
4. フェルガナ冒険記 - 『III』（19歳）
5. 失われた砂の都ケフィン - 『V』（20歳）
6. ゲーテ海案内記 - 『VIII』（21歳）
7. 翼の民を求めて - 『VI』（23歳）
8. アルタゴの五大竜 - 『VII』（23歳）
9. バルドゥークの檻 - 『IX』（24歳）

となっている。この中で『I』・『II』の原典である『失われし古代王国』はアドルの最初の冒険を綴った物とされている。

### 冒険の舞台
アドルが活躍している舞台は、まだ交通手段が徒歩と船のみの時代のエレシア大陸エウロペ地方およびその南に位置する内海メドー海の周辺地域を中心としている。これらの地名は架空の物であるが、ファルコムが公式に発表しているゲーム内世界の地図は現実のヨーロッパ・地中海地域の物に酷似している。また、登場する地名も「ヨーロッパ（英：Europe）：エウロペ（Europe）」のように現実の物をローマ字読みしたものや「アレクサンドリア（英：Alexandria）：サンドリア（xandria）」のように一部を削った物等、実際の地名を捩った物が多い。
世界情勢としては現実のローマあたりに位置するロムンを本拠地とするロムン帝国が覇権を握っており、周辺地域に対し軍事侵攻を行なっている。

#### 各作品の舞台
※括弧内は、現実の地図に照らし合わせてのおおよその位置や名称。イースシリーズ公式サイトの冒険マップに基づく。
- エレシア大陸エウロペ地方（ユーラシア大陸ヨーロッパ）
  - グリア（ガリア） - 『Ⅸ』
  - ガルマン（ゲルマニア）
  - イスパニ（イスパニア（ヒスパニア） ）
  - ブリタイ（ブリタニア）
  - アルプの大山脈（アルプス山脈）
  - メドー海（地中海）
    - ロムン（ローマ） - 『Ⅸ』
    - ロムン帝国（ローマ帝国）
    - プロマロック（ブルターニュ） - 『I』・『II』・『O』
    - エステリア（ブルターニュ地方の伝説都市イス） - 『I』・『II』・『O』
    - オベリア湾（イギリス海峡からサン＝マロ湾やビスケー湾全体） - 『X』
    - バルタ島（チャネル諸島（アングロ＝ノルマン諸島）付近の島） - 『X』
    - カルナック（ノルマンディー沿岸付近） - 『X』
    - ノルガルド公国（ノルマンディー公国） - 『X』
    - レーヌ川（セーヌ川）
    - ダンメルク（デンマーク）
    - 監獄都市バルドゥーク（ネーデルラント付近、バスティーユ監獄がモデルの可能性あり） - 『Ⅸ』
    - ステルダム（アムステルダム）
    - フェルガナ（ドイツ圏北東部付近） - 『III』
    - セルセタ（バスク地方付近） - 『IV』
    - セルセタの樹海（イラティの森付近） - 『IV』
    - イベル半島（イベリア半島）
    - バレシア（バレンシア）
    - エディス（カディス）
    - グリーク（ギリシャ（英名グリース））
    - ゲーテ海（エーゲ海） - 『VIII』
    - セイレン島（エーゲ海諸島近海の孤島） - 『VIII』
- アフロカ大陸（アフリカ大陸）
  - スハラ砂漠（サハラ砂漠）
    - サファル砂漠（サハラ砂漠）- 『V原案』

  - ナムル川（ナイル川）- 『V原案』
    - サンドリア（アレクサンドリア） - 『V』
    - ゼーベ（テーベ） - 『V』
    - ラムゼン（ペル・ラムセス） - 『V』

  - アルタゴ（カルタゴ） - 『VII』
- オリエッタ地方（古代オリエント/中東）
  - ティグレス川（ティグリス川）
- エシア亜大陸（アジア大陸）
- アトラス洋（大西洋）
  - カナンの大渦（バミューダトライアングルがモデルの可能性あり） - 『VI』
    - カナン諸島（アゾレス諸島かバミューダ諸島の可能性、名称はカナリア諸島がモデルの可能性あり） - 『VI』

イース・ストラテジーでの国家(イース本編から数百年後)
- キエフ公国（キエフ・ルーシ）

### イースという単語
シリーズタイトルとなっている「イース」は元々、『I』と『II』で謎が解き明かされていく古代王国の国名であり、『III』以降の作品に直接的な関わりはない。このため『III』は発売当初、メインタイトルを『WANDERERS FROM Ys』（イースよりの放浪者）とした上で『YsIII』を副題として扱い、外伝的な扱いで発表されている。そこでイースを舞台としていないものであってもタイトルが『イース』であることの理由として、「シリーズナンバーは最初の冒険であるイースの冒険日誌から数えて何冊目かを表す番号である」との設定も用意されたが、上記の通り『III』と『IV』は順番が逆となっており矛盾が生じている。
現在では長期化したシリーズではタイトルと内容が一致しないことも多く、この『イース』もイース王国を舞台とした作品に限らずにアドルの冒険譚を扱ったゲームシリーズの名前として広く受け入れられている。
なお、イースという言葉のオリジナルはフランスのブルターニュ地域圏に伝わる伝説の都市「イス」の別称である。『イースシリーズ』はこの伝説をそのままゲーム化したわけではないが、『I』と『II』の舞台となったエステリアの位置は現実世界に照らし合わせるとイスがあったとされる位置に近く、また海中と空中という差はあるものの消えた都市を扱うなどと、いくつかの共通した設定が見られる。

## シリーズ作品

### オリジナル作品
本節ではファルコムが手がけた各シナリオのオリジナル作品と、ファルコムが原案を手がけた『IV』のオリジナル作品を表にまとめる。移植作品などの詳細については各作品記事を参照。
2019年現在までに『I』から『IX』までの本編に番外編となる『オリジン』が発売されており、このうち『IV』については同じ原案から2作が同時に開発されたため、本シリーズのオリジナル作品は計9作となっている。この他にファルコムが自社開発した派生作品としてアクションゲームが1作発売されている。
| No   | タイトル                                       | 発売日         | 初版対応プラットフォーム                    | 備考                                                   |
| ---- | ---------------------------------------------- | -------------- | ------------------------------------------- | ------------------------------------------------------ |
| I    | イース Ancient Ys Vanished Omen                | 1987年6月21日  | PC-8801mkIISR                               |                                                        |
| II   | イースII Ancient Ys Vanished The Final Chapter | 1988年4月22日  | PC-8801mkIISR                               |                                                        |
| III  | ワンダラーズフロムイース                       | 1989年7月21日  | PC-8801mkIISR                               |                                                        |
| IV   | イースIV MASK OF THE SUN                       | 1993年11月19日 | スーパーファミコン                          | ファルコムの原案を基にトンキンハウスが開発・発売。     |
| IV   | イースIV The Dawn of Ys                        | 1993年12月22日 | PCエンジンSUPER CD-ROM2                     | ファルコムの原案を元にハドソンが開発・発売。           |
| V    | イースV 失われた砂の都ケフィン                 | 1995年12月29日 | スーパーファミコン                          | ファルコム最後のSFC自社開発ソフト。                    |
| VI   | イースVI ナピシュテムの匣                      | 2003年9月27日  | Windows 98/Me/2000/XP                       |                                                        |
| 番外 | イース・オリジン                               | 2006年12月21日 | Windows 98/Me/2000/XP                       | 『I』・『II』の700年前を描いた番外編。                 |
| VII  | イース7                                        | 2009年9月17日  | PlayStation Portable                        | ファルコム初のPSPオリジナル作品。                      |
| VIII | イースVIII -Lacrimosa of DANA-                 | 2016年7月21日  | PlayStation Vita                            |                                                        |
| IX   | イースIX -MONSTRUM NOX-                        | 2019年9月26日  | PlayStation 4                               |                                                        |
| X    | イースX -NORDICS-                              | 2023年9月28日  | PlayStation 4 PlayStation 5 Nintendo Switch |                                                        |
|      |                                                |                |                                             |                                                        |
| 派生 | イースvs.空の軌跡 オルタナティブ・サーガ       | 2010年7月29日  | PlayStation Portable                        | 本シリーズと『空の軌跡』のキャラによる対戦格闘ゲーム。 |

### 自社リメイク作品
1998年（平成10年）の『イースエターナル』（以下『IE』）を皮切りに、初期作品の自社リメイク版が発売されている。『I』・『II』のリメイクは基本システムを踏襲したうえでのブラッシュアップであったが、『III』以降の物についてはシステムを一新してストーリーも構成し直されており、全く別のゲームとなっている。なお『IV』については、オリジナル版は他社開発の物のみでファルコムの自社開発はこのリメイク版が初となるため、ファルコムではリメイクではなく完全新作として扱っている。
| No  | タイトル                  | 発売日        | オリジナル版 の発売日 | 初版対応プラットフォーム | 備考 |
| --- | ------------------------- | ------------- | --------------------- | ------------------------ | --- |
| I   | イースエターナル          | 1998年4月24日 | 1987年6月21日         | Windows 95               | - 基本的なシステムはオリジナルを踏襲。 - バージョンによって『エターナル』の他に『完全版』『クロニクルズ』とタイトルが変更。 - 『I』『II』セットもあり。 |
| II  | イースIIエターナル        | 2000年7月6日  | 1988年4月22日         | Windows 95/98/2000       | - 基本的なシステムはオリジナルを踏襲。 - バージョンによって『エターナル』の他に『完全版』『クロニクルズ』とタイトルが変更。 - 『I』『II』セットもあり。 |
| III | イース -フェルガナの誓い- | 2005年6月30日 | 1989年7月21日         | Windows 98/Me/2000/XP    | 横スクロールから3Dトップビューに。 |
| IV  | イース セルセタの樹海     | 2012年9月27日 | 1993年11月19日        | PlayStation Vita         | 初の自社開発『IV』。ファルコムPS Vita参入作品。 |

### ライセンス提供下のオリジナル作品
シリーズの世界設定を使用したライセンシーによるオリジナル作品。
- 新イースI -3D- 外伝（iモード）：『I』のスピンオフ
- イース・ストラテジー（ニンテンドーDS）
- イースオンライン（Microsoft Windows）
- イースネクサス（GREE）
- イース6 オンライン〜ナピシュテムの匣〜

## 日本国内での対応プラットフォーム
シリーズを通して移植やリメイクが非常に多いゲームであり、また移植時に副題の有無などでタイトルが変更されることが多い。そのため本項では同一シナリオの作品をシリーズナンバー毎にまとめ、その対応機種を表にしてまとめる。移植時のタイトル変更や開発メーカーなど・エミュレータ対応版・海賊版については本説では扱わないため、各作品記事を参照。また、ライセンシーオリジナル作品については本節ではなく「#ライセンス提供下のオリジナル作品」で扱う。
『I』と『II』は一つの物語の前・後編に該当するため、『イースI・II』と一本にまとめた形での移植も行われている。
- 副題および発売日はオリジナル版のもの。
- プラットフォーム略号
  - パソコン（Win以前）： PC88=PC-8800シリーズ、PC98=PC-9800シリーズ、X1=X1シリーズ、FM7=FM-7シリーズ、MSX=MSXシリーズ、X68K=X68000
  - Windows=Microsoft Windows：95=Windows 95、98=Windows 98、Me=Windows Millennium Edition、2k=Windows 2000、XP=Windows XP、Vi=Windows Vista、7=Windows 7、8=Windows 8
  - 据置ゲーム機：FC=ファミリーコンピュータ、SMS=セガ・マークIII/マスターシステム、PCE=PCエンジン、MD=メガドライブ、SFC=スーパーファミコン、SS=セガサターン、PS2=PlayStation 2、PS4=PlayStation 4、PS5=PlayStation 5、XbOne=Xbox One、Switch=Nintendo Switch
  - 携帯ゲーム機：DS=ニンテンドーDS、PSP=PlayStation Portable、PS Vita=PlayStation Vita
  - フィーチャーフォン=携帯電話用アプリ：i=iアプリ、EZ=EZアプリ、S=S!アプリ
  - スマートフォン・タブレット=モバイルアプリケーション：iOS=iPhone/iPad/iPod touch、Android=Google Play

|                | 日本ファルコム開発 | 日本ファルコム開発 | 他社開発   | 他社開発 | - システム等の改変があっても他社開発のものは原則として移植として扱う。 - 『IV』のオリジナル版のみを他社開発の初対応機として扱う。 |
| 初対応機/OS    | 移植対応機/OS      | 初対応機           | 移植対応機 |          | - システム等の改変があっても他社開発のものは原則として移植として扱う。 - 『IV』のオリジナル版のみを他社開発の初対応機として扱う。 |
| オリジナル版   | ★                  | ☆                  | ▲          | △        | - システム等の改変があっても他社開発のものは原則として移植として扱う。 - 『IV』のオリジナル版のみを他社開発の初対応機として扱う。 |
| 自社リメイク版 | ●                  | ○                  | --         | ▽        | - システム等の改変があっても他社開発のものは原則として移植として扱う。 - 『IV』のオリジナル版のみを他社開発の初対応機として扱う。 |

| I           | ★ | ☆ | ☆ | ☆ | ☆ | △/△ | ● | ○ | ○ | ○ | ○ | ○ | ○ | ○ |  |  | △ | △ | △ |   |    | △ | ▽ |   |   |   |   | ▽ | ○ |   | ▽   | ▽ | ▽   | ▽ | ▽ |
| II          | ★ | ☆ | ☆ | ☆ | ☆ | △   | ● | ● | ○ | ● | ○ | ○ | ○ | ○ |  |  | △ |   | △ |   |    | △ | ▽ |   |   |   |   | ▽ | ○ |   | ▽   | ▽ | ▽   | ▽ | ▽ |
| III         | ★ | ☆ |   |   | ☆ | ☆   |   | ● | ● | ● | ● | ○ | ○ | ○ |  |  | △ |   | △ | △ | △  |   | △ | ○ |   | ○ | ○ |   | ○ |   | △ ▽ | △ | △ ▽ |   |   |
| IV          |   |   |   |   |   |     |   |   |   |   |   |   |   |   |  |  |   |   | ▲ |   | ▲  |   | △ | ○ |   |   | ○ |   |   | ● | △   | △ | △   |   |   |
| V           |   |   |   |   |   |     |   |   |   |   |   |   |   |   |  |  |   |   |   |   | ★△ |   | △ |   |   |   |   |   |   |   | △   | △ | △   |   |   |
| VI          |   |   |   |   |   |     |   | ★ | ★ | ★ | ★ | ☆ | ☆ | ☆ |  |  |   |   |   |   |    |   | △ |   |   |   |   |   | △ |   | △   | △ | △   |   |   |
| VII         |   |   |   |   |   |     |   |   |   |   |   |   |   |   |  |  |   |   |   |   |    |   |   |   |   |   |   |   | ★ |   |     |   |     |   |   |
| VIII        |   |   |   |   |   |     |   |   |   |   |   |   |   |   |  |  |   |   |   |   |    |   |   | ☆ |   | ☆ | △ |   |   | ★ |     |   |     |   |   |
| IX          |   |   |   |   |   |     |   |   |   |   |   |   |   |   |  |  |   |   |   |   |    |   |   | ★ |   | ☆ | △ |   |   |   |     |   |     |   |   |
| X           |   |   |   |   |   |     |   |   |   |   |   |   |   |   |  |  |   |   |   |   |    |   |   | ★ |   | ★ | ★ |   |   |   |     |   |     |   |   |
| オリジン    |   |   |   |   |   |     |   | ★ | ★ | ★ | ★ | ☆ | ☆ | ☆ |  |  |   |   |   |   |    |   |   | △ | △ |   | △ |   |   | △ | △   |   |     |   |   |
| vs.空の軌跡 |   |   |   |   |   |     |   |   |   |   |   |   |   |   |  |  |   |   |   |   |    |   |   |   |   |   |   |   | ★ |   |     |   |     |   |   |

1. 1 2 3  『I』『II』2作を一つにまとめての移植。
2. ↑  『ファルコムクラシックス』に収録。
3. ↑  『ファルコムクラシックスII』に収録。
4. ↑  PlayStation Vita TV対応。

## ゲームシステム
※この項では原則としてオリジナルの物と、ファルコム自らリメイクした『F』についてのみ言及する。
NPCから話を聞いたり、ダンジョンを攻略しボスキャラを倒す事により謎を解きながらストーリーを進行していく。最終的にはラストボスを倒しエンディングに到達することが目的となる。フィールドやダンジョンにいる敵を倒すことによって経験値（EXP）を取得し、レベルを上げて強くなっていくと、RPG的な部分はシリーズを通して一般的なRPGのシステムを採用している。一方アクション的な部分は作品毎の変更が激しく、シリーズを通してのシステムを挙げることは難しい。ただし『I』と『II』と『IV』、また『VI』と『F』と『O』は基本システムは同一であり、共通する部分が多い。

### レベル制限
オリジナルのイースIIでは、レベルが上昇すると同じ敵を倒した場合に獲得できる経験値が半減する仕様が存在する。これは経験値に割り当てた2バイト（上限65535）というデータ量のなかでレベル上げのペースをコントロールしようとした苦肉の策である。次レベルまでの必要経験値量を上昇させることで対処するのが一般的であるが、単位時間の殲滅速度がきわめて短いイースにおいてはこれでは対応しきれないとの判断から導入された。
この仕様のため一カ所に留まっての過剰なレベル上げは困難であり、一方で一定のレベルにならないと敵にダメージを与えられない（これはボスにも適用される）ことから極端な低レベルでストーリーを進めることは事実上不可能となっている。
尚、レベル・経験値ともに共有する仕様となったPCエンジン版『I・II』においてはイースIフェーズにおいてもこの経験値半減システムが導入されているが、二作分にあたる経験値幅を2バイトではまかないきれず上限99999となっている。

### 回復
『V』までの作品ではフィールド上及びダンジョン内での特定の場所で止まっていればHPが徐々に回復する。このシステムもまた、特に『I』・『II』・『III』・『IV（PCE）』においては回復アイテムが一つしか持てないことと合わせて、絶妙なゲームバランスを演出している。なお装備する事により立ち止まればどこでも回復可能になるアイテムがあり、こちらは『VI』以降の作品にも登場し、『IV（SFC）』以外全ての作品に存在する。

### 戦闘
『I』・『II』・『IV（PCE）』 ・『IV（SFC）』
敵への直接攻撃方法は主人公を動かしての体当たりとなっている。敵の攻撃も体当たりであり、真正面からぶつかっていったのではこちらもダメージを受けることとなるが、キャラクターを半分ずらして体当たりすることにより、こちらはダメージを受けずに攻撃ができる「半キャラずらし」という技があり、これが攻略の鍵となる。
MSX2版では、剣を持つ左半分でぶつかると与ダメージ増、盾を持つ右半分でぶつかると被ダメージ減という小技が存在した。
『III』・『VI』・『F』・『O』
攻撃ボタンの操作により剣を振る事で攻撃。方向キー、ジャンプボタンの操作を組み合わせる事によって様々に剣の振り方、威力が変わる。
『V』
攻撃ボタンの操作により剣を振ることで攻撃。攻撃パターンは通常攻撃とジャンプ切りの二種類のみ。ただし装備している剣の種類によってアクションは変わる。
『VII』『セルセタ』
攻撃ボタンの操作で武器を使用。連打することで3-4ヒットするコンボとなる。攻撃ボタンを押しっぱなしにすることでより強力な溜め攻撃が出せる。また、ボタンの組み合わせでスキル技を使うほか、ゲージを満タンまで溜めることで使用するEXTRA技がある。

### 装備
基本となる装備は剣・鎧・盾の3種。この他に特殊効果を持つ装備が加わることが多い。
リング
『I』・『III』・『IV（PCE）』・『V』で登場。装備する事により効果が現れる特殊アイテム。攻撃力が上昇する「パワーリング」や、ダンジョン内でもHPが回復出来る様になる「ヒールリング」等がある。『III』ではリングパワーを消費。
杖
『II』・『IV（PCE）』で登場。MPを消費することにより、装備した種類に応じた魔法が使えるようになる。
エメラス剣、腕輪、神器、魔法具
『VI』ではエメラス剣、『F』では腕輪、『O』では神器または魔法具。MP相当（魔法ゲージ、リングパワー、MP）を消費することにより、装備した種類に応じた特殊攻撃（剣魔法、リングアーツ、スキル）が使える様になる。なお『VI』のエメラス剣のみ武器も兼ねており、種類に応じた剣技も使える。

### 特殊攻撃

#### 魔法
『II』・『IV（PCE）』
装備している杖の種類に応じて魔法を使える。違う魔法を使うためには「杖」を装備し直す必要がある。MPを消費。なお、『II』と『IV』では同じ効果の魔法であっても全て名前が異なる（ex.間接攻撃魔法：ファイヤー、ファイアー）。
『IV（SFC）』・『VI』
装備している剣の種類に対応して使える魔法が決まる。違う魔法を使うためには剣を装備し直す必要がある。『IV（SFC）』ではMPを、『VI』では魔力を消費。なお『VI』では魔法ではなく「剣魔法」とよぶ。
『V』
「エレメンタル」というアイテム集め、錬金することによりできた「錬石」を剣に装着することで使用可能。剣によって装備できる石の数は決まっている（最大3つ）。

#### 剣技
『VI』にのみ登場。装備している剣の種類に対応した特殊攻撃。攻撃ボタンをタイミング良く押すことで発動。

#### リングアーツ・スキル
『F』ではリングアーツ、『O』ではスキル。装備している腕輪の種類に対応した特殊攻撃。リングパワー・MPを消費。『VI』の剣魔法に相当。

## メディアミックス作品
ゲーム業界における「メディアミックスの先駆け」とも言われるファルコムの初期の成功例であり、様々なメディア媒体から関連商品が発表されている。
特に初期の『I』、『II』は古代祐三が作曲を担当し、優れた音楽プログラミングによりFM音源から当時発売されていた他のゲームにはなかった多彩な音色を引き出し、彼のメロディの個性と併せて多くのファンを生み出した。このことがオリジナルサウンドトラックをはじめ音楽メディアの売れ行きにも繋がった。

### 音楽メディア
第1作『イース』の発売と同年の1987年（昭和62年）に最初のオリジナルサウンドトラックがキングレコードより発売。翌1988年（昭和63年）にファルコムレーベルが同社に設置されて以降は、同レーベルから多くの関連CDが発売された。1999年（平成11年）以降は自社発売のインディーズレーベルとなったファルコムレーベルから発売となり、キングレコード時代の作品の復刻盤も多く発売されている。本シリーズはファルコムの作品の中でも特に関連CDが多く、内容の重複する復刻盤を含めれば100枚を超えるアルバムが発売されている。

### 映像作品

#### OVA
『I』を原作とした『イース』と『II』を原作とした『イース 天空の神殿〜アドル・クリスティンの冒険〜』の2作が発売されている。この他にも2度アニメ化の公表があったが、実現されていない。

#### その他の映像作品
- イース SPECIAL COLLETCTION ALL ABOUT FALCOM

### 書籍

#### 小説
- 著：飛火野耀
  - イース 失われた王国〈角川文庫〉
  - イース2 異界からの挑戦〈角川スニーカー文庫〉
- 著：大場惑 / イラスト：池上明子〈ログアウト冒険文庫〉
  - イースI 天界へそびえし魔塔
  - イースII 天空にひそみし魔帝
  - イースIII 友にささげる鎮魂歌（レクイエム）
  - イースIV 序章 翼あるものの肖像
  - イースIV 樹海に沈みし魔宮［上・下］
  - イースV さまよえる砂の都［上・中］
- 著：大場惑 / イラスト：池上明子〈ファミ通ゲーム文庫〉
  - イースV さまよえる砂の都［下］
  - イース外伝 滅びしものの幻影
  - イース外伝 血と砂の聖戦
- 著：大場惑 / イラスト：田上俊介〈スクウェア・エニックス〉
  - イースVI ナピシュテムの匣［上・下］

#### テーブルトークRPG
- イースTRPG（監修：竹内誠 / 作：鈴吹太郎と怪兵隊）
- イース2TRPG （監修：竹内誠 / 作：明智昭と怪兵隊）
- 著：関根博士 / イラスト： 田中としひさ・金澤尚子・池上明子〈ログアウト冒険文庫〉
  - イースTRPG リプレイ 真・の〜てんき伝説
  - イースTRPG リプレイ 真・お気楽伝説

#### ゲームブック
- 双葉文庫ゲームブック
  - イース〜戦慄の魔塔〜
  - イースII〜魔王復活〜
  - イースIII〜伝説の魔王〜

#### コミック
- イース（作：羽衣翔 1-4巻：角川書店 / 5-7巻：メディアワークス）
- アンソロジーコミックイースオールスター+（宙出版）
- ビジュアルコミックアンソロジーイースオールスターズふたたび（宙出版）
- イース太陽の仮面〜Mask of the Sun（画：奥田ひとし / 脚本：糸井賢一 / 角川書店）
- イースV〜失われた砂の都ケフィン コミックアンソロジー（画：池上明子 / アスキー)
- イース（作：前田英紀）